# Royaliste (revue)
Pour les articles homonymes, voir Royaliste.
Royaliste est une revue bimensuelle française, précédemment intitulée Nouvelle Action française (1971-1975) puis NAF hebdo (1975-1977). D’obédience orléaniste, ce journal est publié par le mouvement politique Nouvelle Action royaliste (NAR), anciennement Nouvelle Action française (NAF).

## Histoire
Nouvelle Action française est lancée en 1971, dans la foulée de la création du mouvement Nouvelle Action française (NAF) par des dissidents de Restauration nationale. En 1972, le journal reçoit un colis contenant trois grenades, qui sont désamorcées par la police.
La revue devient NAF hebdo en 1975, puis Royaliste en 1977. Ce changement de nom marque un abandon progressif de la référence à l’Action française de Charles Maurras,. En 1978, le mouvement Nouvelle Action française est d’ailleurs renommé en  Nouvelle Action royaliste (NAR).

## Contributeurs
La publication a pour directeur politique Bertrand Renouvin. Yvan Aumont en est le directeur de la publication. Nicolas Palumbo, Gérard Leclerc, Yves La Marck, Luc de Goustine, Sylvie Fernoy, Annette Delranck ou encore Loïc de Bentzmann sont des collaborateurs réguliers de la revue.

### Archives
- Tous les numéros de 1971 à 2025 sont disponibles en libre accès sur le site archivesroyalistes.org[4].
- Les numéros des douze derniers mois sont consultables sur papier à la Bibliothèque publique d’information de Paris[5].